# Колвилл (река)
Ко́лвилл (англ. Colville River) — река на северо-западе Северной Америки. Течёт по территории штата Аляска, США. Протекает через покрытую тундрой территорию на северной стороне хребта Брукса, полностью за северным Полярным кругом. Большую часть года река покрыта льдом. Длина реки составляет 563 км. Площадь её бассейна насчитывает около 53 000 км². Среднегодовой расход воды около 500 м³/с.

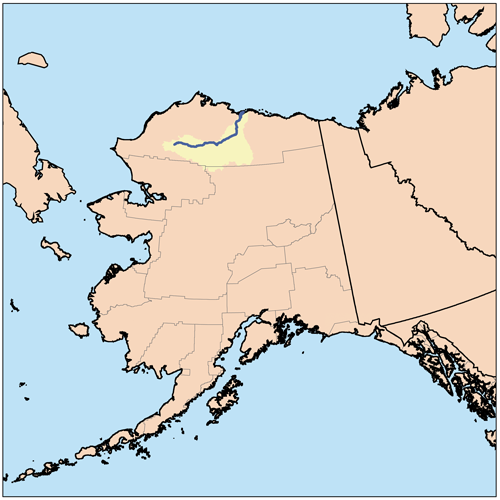
Схема бассейна реки

Берёт начало в районе гор Де-Лонга, на западной оконечности хребта Брукса, к северу от континентального водораздела. Течёт первоначально на север, а затем на восток по предгорьям на северной стороне хребта. Принимает множество небольших притоков в средней части хребта Брукс. У эскимосской деревни Умиат река поворачивает на север, вытекая на равнину Северного Ледовитого океана. Впадает в море Бофорта близ города Нуиксат и примерно в 190 км к западу от населённого пункта Прадхо-Бей, образуя широкую дельту.
В бассейне реки имеются богатые месторождения нефти и природного газа. В зимние месяцы при достаточной толщине льда Колвилл используется как зимник.